# Cochliobolus ravenelii
Cochliobolus ravenelii är en svampart som beskrevs av Alcorn 1981. Cochliobolus ravenelii ingår i släktet Cochliobolus och familjen Pleosporaceae.   Inga underarter finns listade i Catalogue of Life.